# Шиманський Роман Володимирович
Рома́н Володи́мирович Шима́нський  (нар. 12 червня 1984, с. Міжлісся, Барський район, Вінницька область, Україна — пом. 25 лютого 2022, біля м. Ірпінь, Київська область, Україна) — молодший сержант 70-го центру інженерного забезпечення Збройних сил України, учасник російсько-української війни, що загинув у ході російського вторгнення в Україну в 2022 році.

## Життєпис
Народився 12 червня 1984 року в селі Міжлісся, Барського району, Вінницької області. Проживав у селі Войнашівка.
У 2002—2004 рр. проходив строкову військову службу на Харківщині. Після звільнення за 2 роки цивільного життя повернувся до лав ЗСУ, де й продовжив службу з 2006 року.
З 2014 року був учасником АТО.
Був відряджений в один із підрозділів Сухопутних військ для виконання бойового завдання в передмісті Києва. 25 лютого 2022 року після виконання поставленого завдання з підриву мосту, щоб заблокувати прохід колоні окупантів в районі міста Ірпінь, взвод інженерних загороджень був атакований військами російської федерації. Внаслідок цього до вказаного місця збору групи він не повернувся.
Похований 7 березня 2022 року в селі Міжлісся.
Залишилися дружина і двоє синів.

## Нагороди
- орден «За мужність» III ступеня (2022, посмертно) — за особисту мужність і самовіддані дії, виявлені у захисті державного суверенітету та територіальної цілісності України, вірність військовій присязі.